# Tage Sahlberg
Tage Gottfrid Mauritz Sahlberg, född 12 december 1906 i Kungälv, död 1980, var en svensk teckningslärare, målare, tecknare och grafiker.
Han var son till handlaren Gottfrid Sahlberg och Maria Olsson. Sahlberg utbildade sig till teckningslärare vid Högre konstindustriella skolan i Stockholm med examen 1929. Han fortsatte därefter sina konststudier vid Slöjdföreningens skola och för Nils Nilsson vid Valands målarskola i Göteborg. Han genomförde ett flertal studieresor till bland annat Ryssland, Nederländerna, Italien och under sin vistelse i Frankrike passade han på att studera vid Académie Julian. Separat ställde han bland annat ut i Säffle, Uppsala, Bollnäs, Kungälv och tillsammans med Tryggve Örn ställde han i Hudiksvall. Han medverkade i flera av Gävleborgs läns konstförenings fasta utställningar i Gävle och föreningens vandringsutställningar på olika håll i länet. Han var representerad i Göteborgs konstförenings decemberutställning på Göteborgs konsthall 1954. Hans konst består av figurativa kompositioner, aktstudier, interiörer och landskapsskildringar från Bohuslän, Hudiksvall och Paristrakten utförda i olja eller i form av teckningar, trä- och linoleumsnitt samt mosaikarbeten i blandade material. Sahlberg är representerad vid Hälsinglands museum och Bollnäs museum.